# International Statistical Institute
International Statistical Institute (ISI) är en av de äldsta internationella vetenskapliga sammanslutningarna i modern tid. Den första kongressen sammanträdde 1853 men bildades formellt först 1885. ISI är en oberoende institution vars ändamål är att utveckla och förbättra statistiska metoder och dess applikationer genom att stödja internationell aktivitet och samarbete.